# Sadurki (Trzylatków Duży)
Sadurki – część wsi Trzylatków Duży w Polsce, położona w województwie mazowieckim, w powiecie grójeckim, w gminie Błędów.
W latach 1975–1998 Sadurki należały administracyjnie do województwa radomskiego.